# 長州藩諸隊
長州藩諸隊（ちょうしゅうはんしょたい）とは、幕末期に長州藩で編成された、藩士以外の様々な身分の者からなる部隊の総称。長州諸隊。

## 歴史
文久3年（1863年）6月、長州藩の軍事体制を強化するため、高杉晋作により、身分を問わない奇兵隊が結成されると、それに触発されて農民、町人、漁師、猟師、穢多、神官、力士、僧侶など藩士以外の様々な身分の者からなる義勇軍的な部隊が数多く結成され、その数は百を超えた。同年7月には、差別部落民の軍事登用が初めて令され、遊撃軍の一兵卒であった吉田稔麿が、屠勇隊取り立て方を命じられた。第一次長州征伐の後、この部落民の隊は解体された。第二次長州征伐後、部落民の隊の存在を示す史料はない。
元治元年12月15日（1865年1月12日）、高杉晋作が決起（功山寺挙兵）すると、奇兵隊、御楯隊など多くの諸隊が呼応して俗論党と戦って勝利し、藩論を尊皇倒幕に導くことに貢献。
慶応元年3月(1865年3月)、長州藩政府は諸隊を整理統合し藩の正規軍として公認。俸給、武器弾薬等を支給して、総定員を1,500名に制限して統制を図った。
慶応2年（1866年）の第二次長州征討に対しては、各方面で幕府軍と戦い、これを撃退する。
その後、倒幕軍の中核として戊辰戦争を通じて活躍したが、戦争終結後、隊員を削減されるなどの冷遇に不満を募らせた隊士らの一部が反乱（脱隊騒動）を起こし、鎮圧されるなどした。

## 主な諸隊
- 奇兵隊
- 第二奇兵隊（南奇兵隊）
- 御楯隊
- 遊撃隊
- 報国隊
  - 膺懲隊
  - 市勇隊
  - 金剛隊 - 長蔵寺今雄を隊長とする山伏[3]約80名。
  - 勇力隊
  - 荻野隊（義昌隊）
  - 維新団
  - 地光隊
- 鴻城隊
- 南園隊
- 亀山隊
- 膺懲隊
- 集義隊
- 八幡隊- 八月十八日の政変後に帰郷した堀真五郎や久坂玄瑞により創設された。「やはた」隊と読む[4]。
- 酬恩隊
- 力士隊 - 功山寺挙兵後の翌年に正規軍となり、長府藩の正規軍である報国隊の下に付属した盤石隊となる。
- 忠憤隊
- 衛撃隊
- 干城隊 - 大組（八組）の家臣（武士）によって編成された諸隊。「かんじょう」隊と読む[5]。
  - 致人隊
  - エレキ隊 - 小郡の豪農秋本治郎助の自警団で約80名[3]。
  - 山崎隊
  - パトロン隊 - 萩の一向宗信徒女性たち約1000人で構成され、多数のパトロン（紙製の薬莢)を製造していた[3][6]。

など